# Fresnicourt-le-Dolmen
Fresnicourt-le-Dolmen ist eine französische Gemeinde mit 808 Einwohnern (Stand 1. Januar 2022) im Département Pas-de-Calais in der Region Hauts-de-France. Sie gehört zum Arrondissement Béthune und zum Kanton Bruay-la-Buissière.

## Lage
Die Gemeinde Fresnicourt-le-Dolmen liegt im Osten des Artois und am Südwestrand des Nordfranzösischen Kohlereviers, zehn Kilometer westlich von Lens. Nachbargemeinden von Fresnicourt-le-Dolmen sind Barlin im Norden, Hersin-Coupigny im Nordosten, Servins im Osten, Estrée-Cauchy im Süden, Caucourt im Südwesten, Rebreuve-Ranchicourt im Westen sowie Maisnil-lès-Ruitz im Nordwesten.

## Bevölkerungsentwicklung
| Jahr                       | 1962 | 1968 | 1975 | 1982 | 1990 | 1999 | 2006 | 2014 | 2022 |
| -------------------------- | ---- | ---- | ---- | ---- | ---- | ---- | ---- | ---- | ---- |
| Einwohner                  | 1159 | 1078 | 1014 | 974  | 907  | 880  | 855  | 763  | 808  |
| Quellen: Cassini und INSEE |      |      |      |      |      |      |      |      |      |

## Bauwerke und Sehenswürdigkeiten
- Kirche Notre-Dame
- Protestantische Kirche im Ortsteil Verdrel
- Kirche Saint-Martin
- Schloss Fresnicourt
- Schloss Olhain, Monument historique
- Arboretum

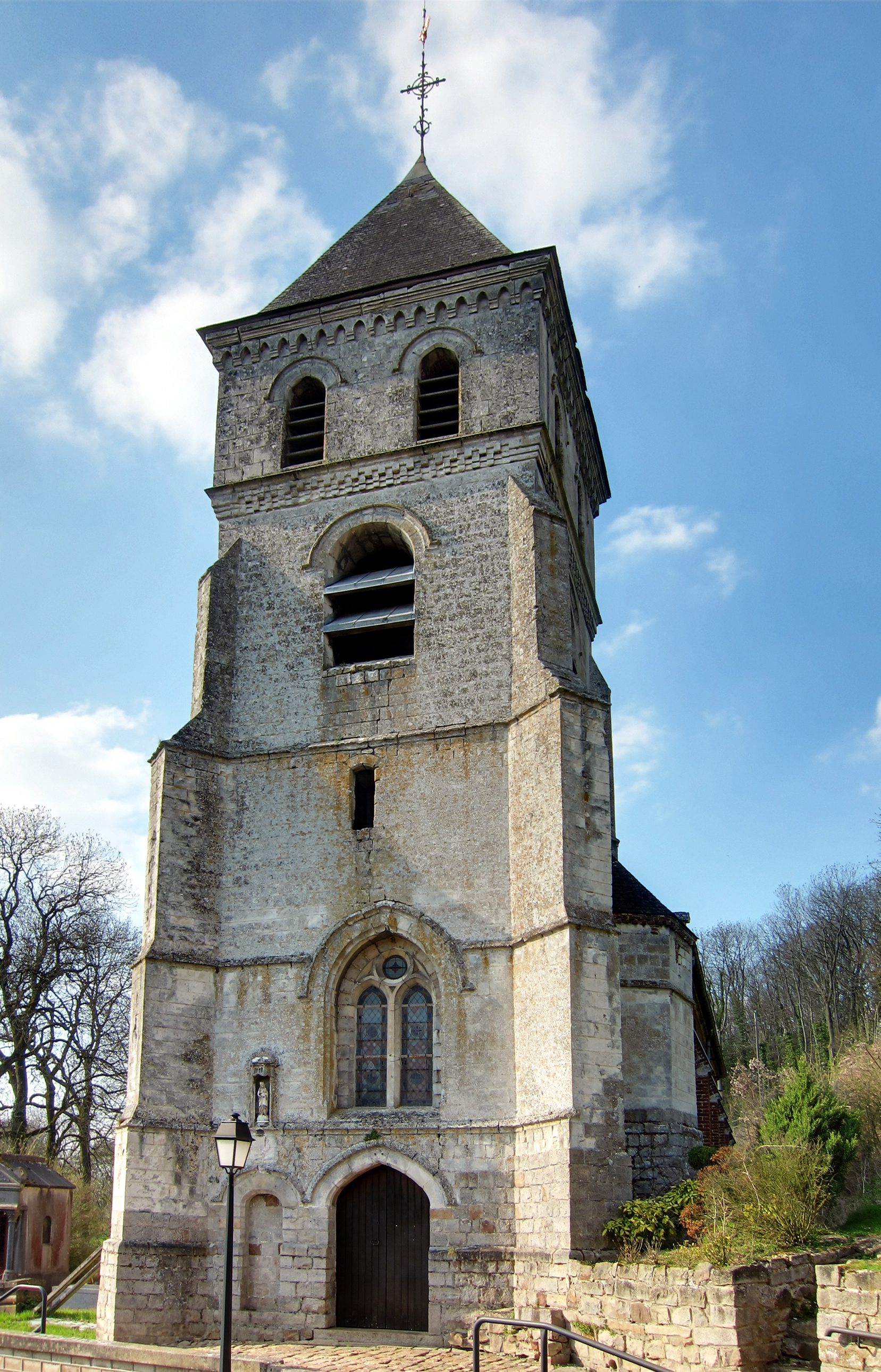
Kirche Notre-Dame
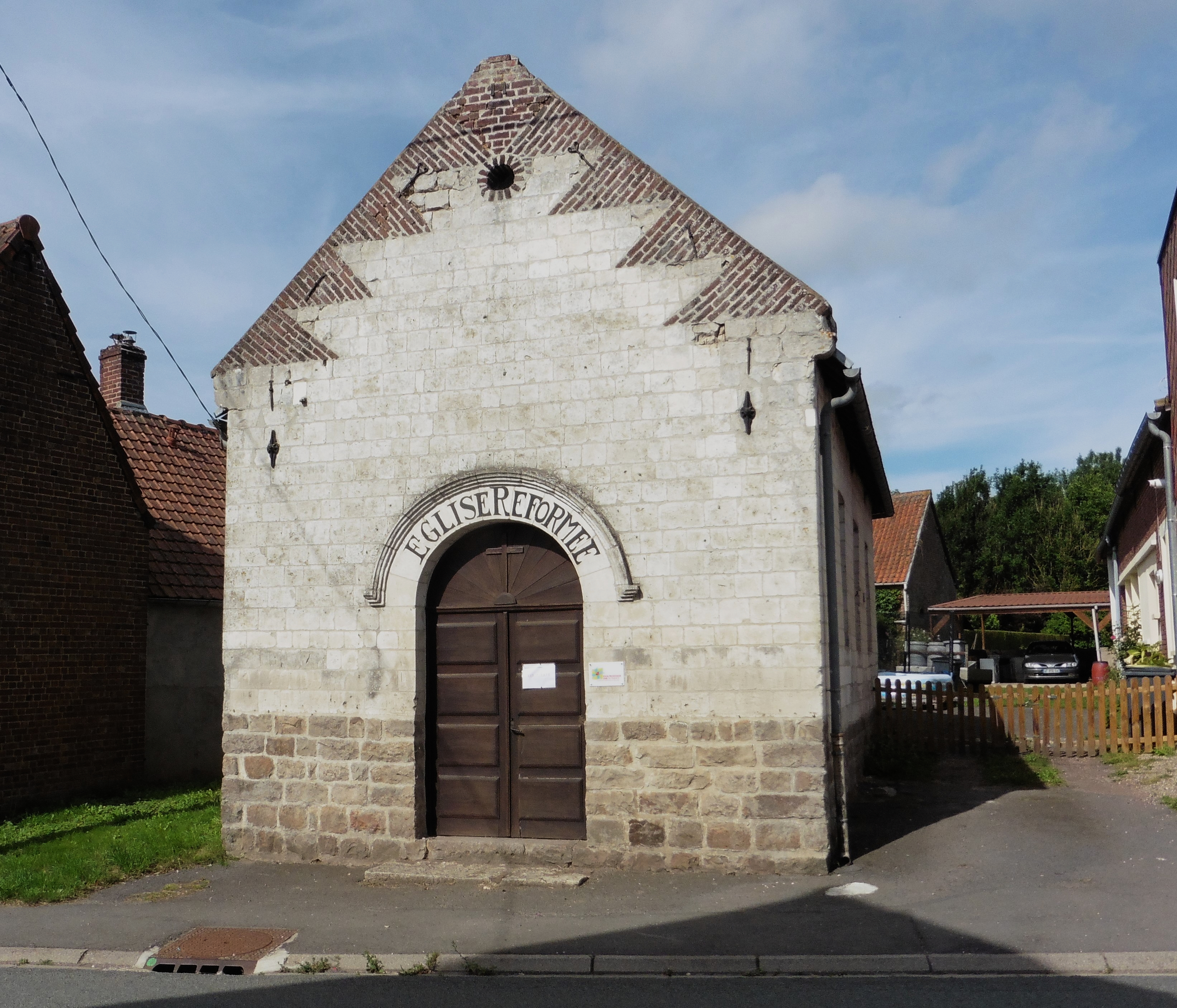
Protestantische Kirche Verdrel
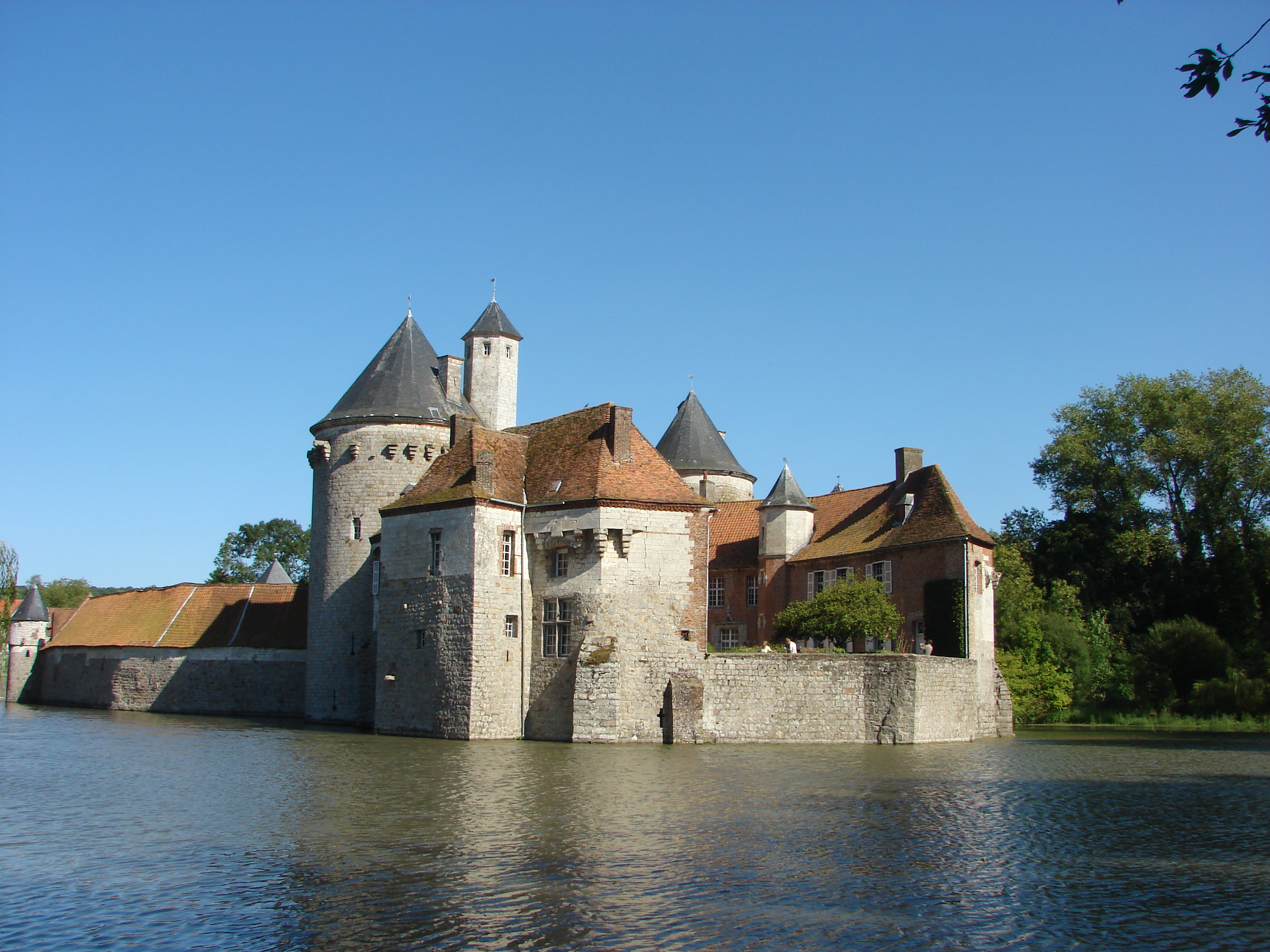
Schloss Olhain

### Dolmen
- Der auf dem Territorium gelegene Dolmen Table-aux-Fées (deutsch „Tisch der Feen“), eines der Megalithmonumente in der Nordregion, gab der Gemeinde ihren Namen und wurde ins Wappen aufgenommen. Dolmen ist in Frankreich der Oberbegriff für Megalithanlagen aller Art (siehe: Französische Nomenklatur).
- Der Table-aux-Fées ist die letzte von vier Anlagen, von denen in der Mitte des 19. Jahrhunderts noch Fragmente bestanden. Die anderen wurden Ende des 19. Jahrhunderts zu Bausteinen verarbeitet. Der Dolmen verdankt sein Überleben offenbar einem Blitzeinschlag, durch den der Sandstein an Qualität verlor. Ein horizontal liegender, aber abgerutschter flacher Deckstein ruhte auf mehreren Tragsteinen. Vermutlich war das Monument von einem Hügel bedeckt und bildete einen Tumulus. Es gehört zu jener Gattung, wie sie im Tal der Somme häufiger vorkommen.